# Luciano Laurana
Luciano Laurana, född cirka 1420 i Vrana i Republiken Venedig, död 1479 i Pesaro, var en italiensk arkitekt under ungrenässansen.
Laurana var 1465 i Mantua där han studerade Leon Battista Albertis arkitektur. Följande år kallades han av Federico da Montefeltro till Urbino. Där utförde han sitt främsta byggnadsverk, utbyggnaden av hertigpalatset Palazzo Ducale.